# Père et Fils, étude de deux tempéraments
Pour les articles homonymes, voir Père et Fils.
Père et Fils, étude de deux tempéraments (en anglais Father and Son, a Study in Two Temperaments) est un récit de caractère autobiographique publié en 1907 par le romancier, traducteur, poète et critique britannique Edmund Gosse. Il concerne l'enfance et l'adolescence de l'auteur auprès d'un père, Philip Henry Gosse, 1810-1888, savant naturaliste, spécialiste de biologie marine, et aussi membre fanatique de l'église évangélique des Plymouth Brethren. La première édition reste anonyme, mais celles qui suivent sont signées, vingt années ayant passé depuis la mort du Père.
L'ouvrage semble relever d’un genre hybride : s'agit-il d'une autobiographie, alors que l'auteur, assez tard dans son récit, prétend le contraire ? La chronologie reste irrégulière et discontinue, d'abord précise au jour près, puis avec des jalons de plus en plus épars et des périodes temporelles brusquement condensées. Dès la préface, le respect de la vérité est proclamé, loin de la fiction, à valeur documentaire, se réclamant de la plus stricte rigueur, affirmations que l'analyse sera conduite à quelque peu nuancer.
Pour autant, les deux protagonistes se retrouvent strictement sur le même plan — le titre est révélateur, la conjonction de coordination supprimant toute hiérarchie —, et se pose alors la question de savoir s’il ne s’agit pas également d’une biographie du Père, encore qu’à nouveau l'auteur s'en défende.
Enfin, événements, souvenirs, anecdotes sont analysés, commentés, évalués, le récit apportant avec lui sa propre critique et le lecteur se voyant constamment guidé, sans réelle marge d'appréciation personnelle.
Point nodal du livre, au chapitre V, le Fils conte la tentative du Père pour justifier la création selon la Genèse, face aux certitudes de plus en plus affirmées de la science. Le savant se raccroche à la théorie dite de l'« omphalos », prétendant concilier la Bible avec la géologie et la paléontologie. Le jeune fils prend alors conscience du gouffre de leur divergence, confirmée dans l'hilarité générale lorsque Philip Gosse publie son traité en 1857, deux ans avant L'Origine des espèces (1859) qui, d'ailleurs, lui donne le coup de grâce.
Père et Fils présente une ordonnance narrative savamment orchestrée, où le fonctionnement de la mémoire, souvent analysé par l'auteur lui-même, révèle des procédés qui se sont trouvés ensuite théorisés. Enfin, aussi bien la langue que le style présentent des caractéristiques précises, où dominent l'humour, la clarté et aussi la poésie.
Même si Virginia Woolf pense que l'éducation d'Edmund Gosse a nui à sa carrière et a dominé toute sa personnalité, le livre n'est pas amer : à la fois rude et tendre, il laisse l'impression qu'avec le temps, les interdits, les sévérités ont perdu de leur acuité et de leur emprise sur l'auteur qui, ainsi, a réussi sa libération.

## Genèse, publication et accueil

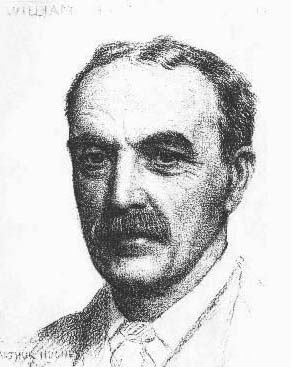
William Hale White en 1887, par Arthur Hughes.

Edmund Gosse a publié plusieurs autobiographies avant 1907, celles de son propre père, de John Gay, John Donne, Jeremy Taylor, Sir Thomas Browne, ouvrages de type plutôt universitaire. Père et Fils relève d'un tout autre genre, à la fois autobiographie et biographie, sans précédent ni modèle en littérature, mis à part les deux livres du pseudo Mark Rutherford, L'Autobiographie de Mark Rutherford et La Délivrance de Mark Rutherford, autrement dit William Hale White (1831-1913).

### Dette à George Moore et iconoclastie
En réalité, l'origine de Père et Fils est due à l'écrivain George Moore qui, au cours des années 1890, ayant lu la biographie que Gosse avait consacrée à Philip Henry Gosse, ressent soudain l'intuition qu'une étude de type psychologique relatant la vie du Fils au contact du Père dans le contexte puritain des Frères de Plymouth, « ferait une grande histoire ». Après de nombreuses hésitations — il craignait surtout de blesser certaines personnes toujours en vie — et beaucoup d'encouragement, Gosse se décide et demande conseil à Moore sur le mode de narration : « Pas une biographie, dis-je, à la première personne – Vous avez raison, répondit-il, cela résout la principale difficulté qui me taraudait »,.
Gosse a lui-même écrit en 1918 dans un essai sur Lytton Strachey (Eminent Victorians) : « chez nous, on s'est toujours complu à voir défigurer les statues ». À première lecture, Il semble s'être livré au même procédé iconoclaste, ce qui n'a pas manqué de surprendre. Le critique du Times Literary Supplement, par exemple, se demande « s'il est opportun de révéler, pour le seul amusement et l'édification du public, les faiblesses et les contradictions d'une personne pétrie de bonté qui s'avère être son propre père »,.
Une autre critique a été que la figure du Père peut paraître plus attrayante que celle du Fils, jugement qui ne saurait que plaire à Gosse, car il correspond exactement à ce qu'il a toujours voulu faire : dans une lettre à son ami David Lloyd écrite en 1924, il rappelle que son livre est « un monument à la mémoire de cet homme remarquable que fut mon Père »,.

### Accueil en Europe et en Amérique
Abbs fait remarquer que le livre a été mieux reçu aux États-Unis qu'en Angleterre, car outre-Atlantique à l'Époque victorienne, le sens des convenances et la démarcation entre les domaines privé et public sont moins tranchés qu’en Grande-Bretagne : il n'y est pas inconvenant de révéler les tensions entre générations au sein de la famille, même si elles concernent l'émancipation d'un fils rebelle à l'autorité d'un père tout-puissant[réf. nécessaire]. D'ailleurs, plusieurs auteurs l'ont fait savoir à Gosse, le shakespearien Howard Furness par exemple, ou encore William Howells qui lui adressent des louanges telles qu'il n'en a jamais reçues chez lui.
D'emblée, l'ouvrage connaît le succès et cinq parutions se suivent les unes après les autres en l'espace d'une année, et, depuis sa publication en 1907, il est constamment réédité. Traduit dans de nombreuses langues, il reçoit en 1913 le grand prix de l'Académie française. D'après Bernard Shaw, « c'est un fait reconnu et il semble raisonnable de penser que [l'ouvrage] a acquis une place permanente parmi les classiques du XXe siècle »,. De même, Ezra Pound, au sein d'un article ravageur sur l'auteur, concède : « Gosse a écrit un excellent livre, c'est Père et Fils »,.

### Critique
L'une des plus pertinentes
critiques émane de Harold Nicolson, publiée en 1927, soit un an avant la mort de Gosse : « l'auteur a su combiner un maximum d'intérêt scientifique avec un maximum de forme littéraire »,. Nicholson souligne également le courage déployé par Gosse pour aborder le sujet et le rendre public, ce qui explique que l'anonymat ne soit levé qu'à la quatrième édition, remarque reprise par Evan Charteris en 1931 : « Ceux qui blâme Père et Fils pour avoir fait fi du respect et de la pudeur se rendront compte de […] la patiente indulgence dont Gosse a fait preuve et à quel point il a exercé de la retenue. […] Peu de gens ont suivi le cinquième commandement aussi fidèlement que lui »,,.
Dans l'ensemble, cependant, Père et Fils n'a pas vraiment bénéficié d'analyses exhaustives, étant le plus souvent relégué à des remarques incidentes : quelques avancées seulement, l'essai mordant de Virginia Woolf dans le quatrième volume de ses Recueils d'essais (Collected Essays) ou encore les développements de David Grylls dans Guardian and Angels. La source principale d'information revient à Evan Charteris (1831) dont l'ouvrage se complète par le rendu d'une conférence donnée par Gosse lors de son voyage en Amérique de 1884 qui éclaire les relations littéraires de l'époque entre les deux continents. Dans les années 1920, Gosse se trouve au centre d'une galaxie de célébrités, Henry James, Herbert Spencer, en particulier André Gide, etc. avec lequel il échange une vaste correspondance, mais en 1940, versé dans le bellettrisme, il est tombé dans l'oubli, et seul Père et Fils surnage mollement, quelque peu délaissé.

## Synopsis

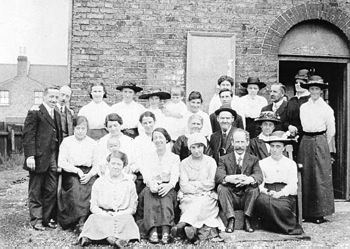
Congrégation de Plymouth Brethren.

### Chapitre 1
Edmund Gosse se revoit à Hackney, jeune enfant dans une famille de la petite classe moyenne marquée par un Puritanisme farouche où l'adoration quotidienne de Dieu ne tolère aucun manquement. Alors qu'il grandit, il jouit d'une grande liberté pendant la journée, et le soir venu, il se joint à sa famille et participe à ses discussions animées sur la doctrine religieuse.

### Chapitre 2
Le narrateur a six ans et il évoque sa première prise de conscience concernant sa relation avec ses parents. S'ils sont aimants, ils ne sauraient imaginer la pression que leur zèle religieux fait peser sur leur fils. Il se découvre un « ego » de substitution, à la fois « conscience de soi, force intérieure et compagnon »,[réf. incomplète], avec lequel il dialogue secrètement pendant les interminables dévotions. C'est à cet âge aussi que, préoccupé par les constants avertissements paternels de ne pas se laisser entraîner à adorer un « dieu de pierre ou de bois » (a god of wood and stone), il tente l'expérience et place une « idole » sur la table, puis lui adresse sa prière, « Ô, Chaise ! » (O, Chair!), les yeux rivés sur la fenêtre pour déceler une intervention divine.

### Chapitres 3 et 4
Le narrateur est parvenu à sa septième année ; l'événement majeur en est la maladie de sa mère qui meurt d'un cancer du sein dans d'extrêmes souffrances après un traitement que Gosse juge barbare et dont il a vécu l'horreur puisqu'il est resté consigné au chevet de la malade à Islington. Ses derniers mots sont censés avoir été : « Toute de blanc vêtue, j'irai avec Lui. Ne voudrais-tu point prendre notre agneau et m'acompagner ? »,, ce que Philip interprète comme une supplique de garder leur enfant dans les voies de Dieu.
Cette disparition incite le jeune Gosse à se pencher encore plus sur lui-même, à reconnaître à travers sa douleur la part d'humanité qu'il porte en lui. Quant à son père, outre la peine du deuil, rien n'a changé : fidèle à son habitude et à la parole ainsi renouvelée, il poursuit son enseignement doctrinal, passant de l'Épître aux Hébreux à l'Apocalypse, lues et relues à satiété, ne laissant aucune place à « la nature, pour qu'elle comble elle-même les lacunes »,.

### Chapitres 5 et 6

Sud-Ouest de l'Angleterre

Edmund a atteint ses huitième et neuvième années. Le jour de ses huit ans, la famille, accompagnée d'une gouvernante, Miss Marks, a déménagé pour la côte sud-est du Devonshire à la limite des Cornouailles dans la petite ville de Torbay, où Phillip Gosse devient prédicateur d'une église wesleyenne, St. Marychurch, dont la congrégation cornouaillaise reste attachée aux traditions du XVIIIe siècle. Philip Gosse considère les travaux de Charles Lyell, Charles Darwin, Thomas Huxley, etc. comme autant d'atteintes à ces traditions, et se décide à publier un livre qui— croit-il — réconciliera la religion avec les sciences naturelles. L'échec est cuisant et le pousse à se renfermer dans une pratique encore plus stricte de sa foi. Edmund en conclut que son père ne sait pas faire la distinction entre « l'amour et la peur » (fear and love).

### Chapitres 7, 8 et 9
Au cours des deux premiers chapitres de cette série, Edmund revient sur les expériences de ses huitième et neuvième années, puis continue sur la dixième. Le gouffre s'agrandit entre les croyances spirituelles de son père et les siennes, sans pour autant entamer leur relation affective. Il reçoit de lui un recueil des œuvres de Virgile qui l'enchante. C'est la période où, honneur exceptionnel, il est admis à la communion des saints, parmi les anciens (Elders) chargés des affaires de l'église. Ainsi, explique-t-il, Philip Gosse tente de le sauver avant qu'il ne subisse les assauts de la puberté.
Cette conversion officiellement célébrée l'oblige à nier l'enfant qu'il est encore et à se comporter chaque jour comme les austères adultes qui l'entourent. C'est avec désespoir qu'il prend conscience que son père attend de lui qu'il embrasse un ministère, ce qui, à ses yeux, l'emprisonnera à jamais dans la geôle du puritanisme. Il se raccroche à ce qu'il appelle « le noyau dur de son individualité » (hard nut of individuality) et poursuit dans le plus grand secret (an inviolable secret) le dialogue qu'il entretient avec lui-même. Il comprend qu'à la différence de son père tout entier pétri de foi, lui construit son identité, par ses lectures de plus en plus diverses, sur des racines d'ordre intellectuel.

### Chapitres 10 et 11
Le point de départ de cette démarche remonte à sa onzième année, alors que son père, pour satisfaire son goût pour la géographie, lui a offert un roman portant sur la mer. Son imaginaire s'est enflammé, il a ressenti le pouvoir des mots et des livres, et attribue sa nouvelle force morale à l'univers révélé par cet ouvrage. Les deux chapitres passent la revue des événements ayant marqué la vie de l'adolescent de sa onzième à sa treizième année. Le fait marquant en est le remariage de son père avec Eliza Brightwen qui apporte une certaine douceur dans la famille.

### Chapitre 12
Le chapitre 12 est consacré aux années de pensionnat du narrateur, de la quatorzième à la dix-septième année. La rudesse de cette expérience le conduit à poursuivre son évolution morale et mentale (moral and mental development), c'est-à-dire penser, réfléchir, méditer et rêver par lui-même. Edmund fait le bilan des premières années de sa vie et juge que son père n'aura eu de cesse d'espérer qu'une fois les petites aspérités de l'enfance aplanies, « une profonde et moelleuse maturité façonn[erait] son âme », tant sa croyance dans la force des prières devait l'emporter.
Ses camarades de village ayant quitté le pensionnat, le père décide de lui faire partager la chambre de deux fils d'éminents frères de Plymouth. Edmund regrette de se retrouver avec des garçons plus âgés que lui, et les deux anciens déplorent la perte de leur indépendance, s'imaginant même que l'intrus a pour mission de les espionner. Ainsi condamné au silence, il souffre de la solitude dans laquelle il vit désormais : à se pencher sur son passé, il ne trouve personne au cours de ces années lui ayant laissé une impression durable; il se sent même être devenu un « zéro » (a zero), ce dont il s'accommode pas ; ce fut, assure-t-il, une période « pendant laquelle le ruisseau de ma nature spirituelle s'étala en une mare sans profondeur, presque stagnante. »,,.
Cependant, la vie d'Edmund coule à plein bords lorsqu'il retrouve dans son village pendant les vacances. Il noue des liens particuliers avec l'un de ses camarades, chacun se passionnant pour la littérature et surtout, la poésie. Il rend compte de ses amours littéraires, Hero et Léandre (Hero and Leander) de Marlowe, par exemple, qui le transporte d'enthousiasme et d'« harmonie », ce qui lui vaut une colère paternelle au cours de laquelle le volume est jeté au feu. Il se sent prêt à quitter le cercle étroit du Devonshire, mais, partagé entre le désir de demeurer parmi les siens et celui de s'épanouir en adulte dans le monde, il passe une dernière année en pension où il découvre Keats et Shelley. Il apprend aussi à connaître la doctrine des autres églises ; un soir par une belle lumière de couchant, alors que son esprit est en chaos et que s'y pressent sermons et hymnes, mais aussi rites païens et chrétiens, une vague d'émotion déferle sur son âme ; en une transe de spasme adorateur, il invoque Jésus et l'implore de le prendre avec lui : tel est le point culminant de sa vie religieuse.

### Épilogue
Edmund est à Londres, s'épanouissant à la diable, soumis cependant au supplice épistolaire de son père. Il se rend compte que le vieux puritanisme s'est mué en une dimension philanthropique, alors que son père reste rivé à l'élément intellectuel de la foi. Vient le moment où son orgueil se révolte contre « la surveillance policière » (inquisition) dont ses vues sont l'objet : lors d'une journée de vacances passée dans le Devon, il prend sur lui de supplier ce tyran bien intentionné de le laisser à lui-même, de revendiquer le droit de penser sans rendre des comptes. S'ensuit une lettre aussitôt parvenue à Londres, très circonstanciée, pétrie de douleur, mais dénuée de colère : alors, devant cette ultime résistance paternelle, le moment est venu « pour le fils, aussi respectueusement que possible, sans acrimonie ni forfanterie, [d'user] du privilège qu'a tout homme de façonner lui-même sa vie intérieure. »,,,.

## Mémoire et récit
Comme dans toute démarche autobiographique, et a fortiori dans un livre telle que Père et Fils, la tentation de l'objectivité est grande ; elle s'affiche d'abord dans l'exposé des motifs placardé à l'entrée de l'œuvre, en somme, une déclaration d'intention.

### Façade de l'autobiographie
De fait, la préface de Père et Fils présente un éclairage caractérisé par sa précision : quatre parties ramassées en autant de paragraphes, l'auteur restant anonyme — et que le lecteur le reconnaisse ou non n'a aucune importance —. L'accent est mis sur l'observation clinique et l'exactitude : le narrateur se pose en « naturaliste » de sa propre histoire, comme penché sur un spécimen analysé au regard de son environnement, ne cédant à aucun sentiment susceptible de corrompre la perception, se gardant de toute commisération ou glorification de soi. Son entreprise s'inscrit donc dans la catégorie du « document » (« document »), du « rapport » (« report ») visant un « diagnostic » (« diagnosis »). Aussi, le récit se prévoit descriptif : les personnages, en particulier les deux protagonistes, y sont vus d'en haut, et le narrateur se comporte comme s’il n’était pas l'un d'entre eux.
Selon Abbs, ce narrateur se place « dans le paradigme des sciences de l'induction »,, écrivant sous l'influence de Sainte-Beuve — « son seul maître » —,, qui exige une posture de « bon naturaliste dans le vaste domaine de l'esprit humain » et l'aptitude à déchiffrer « les différences infranchissables entre les types intellectuels, différences de sang et de tempérament ».

### Fidélité des faits rapportés
Swift écrivait : « Ton esprit est honnête, mais ta mémoire est une canaille »,.
Ainsi, les critiques, selon l'ancienneté de leurs travaux, diffèrent quant à l'appréciation de l'exactitude de Père et Fils. Evan Charteris souligne que tous les faits y sont rigoureusement avérés. Ferrieux, quant à lui, évoque une mémoire « apparemment prodigieuse ». Rudyard Kipling écrit dans une lettre à Gosse : « C’est d’un intérêt surprenant— plus que David Copperfield, parce que c’est vrai —. »,« It's extraordinarily interesting - more interesting than David Copperfield because it's true. ».
De même, Abbs considère que, toutes sources confondues, Edmund Gosse a été fidèle au passé, au sien comme à celui de ses parents, y compris celui de son père. Il a repris les journaux intimes de sa mère, les lettres que son père lui a adressées, le Mémorial que Philip Henry Gosse a diffusé après le décès de son épouse (A Memorial of the Last Days on Earth of Emily Gosse. By her husband) ; il s'est référé à la biographie du père par le fils (The Life of Philip Henry Gosse, FFS) et souligne que « la neutralité et le détachement affichés dans la préface […] garantissent la fidélité au détail extérieur, au contexte ambiant, à la séquence chronologique des événements »,,.
Ann Thwaite, cependant, ne partage pas ce point de vue : elle écrit que la mémoire de Gosse l'a trahi, qu'il a même souvent et délibérément changé certains faits pour rendre son histoire plus attrayante. Tant et si bien, précise-t-elle, qu'elle a dû, dans sa biographie, privilégier la correspondance pour rendre compte de l'enfance et de l'adolescence plutôt que de s'appuyer sur Père et Fils. Ainsi présente-t-elle le père non pas en tyran impitoyable scrutant l'âme de son fils sans indulgence, mais en être doux et attentionné, chaleureux et délicat. De même, D. J. Taylor voit dans Père et Fils un livre « outrageusement partial » (« horribly partial ») et note que l'enfance de l'auteur, tant à Londres que dans le Devonshire, n'a en rien été marquée par la séquestration et la mélancolie imprégnant le récit, mais au contraire et de façon avérée, empreinte de chaude affection, entourée d'amis, agrémentée de joies et même de lectures légères (« light reading »).
Ce sont-là des points de vue de biographes, c'est-à-dire d'historiens de la vie. Or, come le rappelle T. H. Huxley, « Les autobiographies sont surtout des œuvres de fiction ; quant aux biographies, qui sait ? Il appartient au biographe d'essayer de parvenir à la vérité ». À cela, Ferrieux ajoute en une synthèse comparative des genres :
« La biographie s'exprime en termes de dates, de faits et de gestes. Elle s'efforce de déceler la vérité objective des comportements […] elle dénonce les illusions, arrache les masques, attaque les mensonges […] Elle démonte l'enchainement […] des causes et des effets. Elle dissèque le mécanisme de l'existence. Elle explique les mystères, répond aux questions. Elle fixe les attitudes, pétrifie les sentiments. C'est une chronique du passé mort.

L'autobiographie s'affirme comme le genre du présent, flexible, insaisissable. Elle ne copie rien mais recrée tout à l'image d'une fidélité secrète. […] Elle ne se présente pas comme l'agenda du passé, le mémento de l'histoire, mais tend à découvrir et à formuler les valeurs fondamentales de la destinée. Impuissante à fixer l'image terne de la réalité objective, elle s'oriente tout entière vers la patiente élaboration de l'être personnel »
.

### Les agissements de la mémoire
Même si Abbs écrit que le style de Gosse glisse sur les faits plutôt qu'il ne les pénètre, tourne autour des expériences vécues avant de s'en extirper, il n'en demeure pas moins que l'auteur évoque des événements précis en de véritables bouffées de réminiscence où s'efface la distance temporelle et se recréent — ne serait-ce que virtuellement — des pans entiers du passé.

#### Souvenir prodigue
Gosse utilise sa mémoire de façon prodigue, multipliant les précisions, dates, indications sur le temps de la journée, par exemple : « C’était un matin sombre et pluvieux » (Il was a dark and rainy morning),, détail du roman à sensation dont, enfant, il a lu quelques extraits dans le grenier, mots précis prononcés après s’être clandestinement servi du gâteau de Noël : « Oh, Papa, Papa, j’ai mangé de la chair promise aux idoles ! » ,, tirade du Père après une jouxte sur le texte sacré : « je ne cesse pas de rendre grâce, quand je fais mémoire de vous dans mes prières :
que le Dieu de notre Seigneur Jésus Christ, le Père dans sa gloire, vous donne un esprit de sagesse qui vous le révèle et vous le fasse vraiment connaître. Qu’il ouvre à sa lumière les yeux de votre cœur, pour que vous sachiez quelle espérance vous ouvre son appel, la gloire sans prix de l’héritage que vous partagez avec les fidèles ».
Certaines scènes semblent gravées en images indélébiles : après la mort de sa mère, Edmund ressent comme un étalement temporel et, de son souvenir, seules émergent quelques vignettes non datées : « Lorsque je repense à cette lointaine période, je suis surpris de l’absence de quiconque sinon nous-mêmes. Lui et Moi ensemble, tantôt dans le bureau parmi les anémones de mer et les étoiles de mer, tantôt sur le pont du canal à contempler les canards, tantôt à table pour nos dîners aussi légers que frugaux […] aucune tierce personne n’est avec nous »,,.
Son premier souvenir de l’immensité marine, fait tout entier de sensations lumineuses, se livre à la conscience d'un coup, comme se retrouvent des sensations, des scènes ou des émotions : froid du carreau sur lequel il écrase son nez, odeurs lors des visites, en compagnie d'une amie de la famille, des pauvres de la paroisse, véritable éventail olfactif, à la fois « baiser » et « caresse » ou leur contraire, « ranci », « amertume » et « écœurements » dus aux effluves de toilette à deux sous mêlés à des relents de souillures pour les cochons.

## Le débat pseudo-scientifique
Le livre de Philip Henry Gosse, publié en 1857, très controversé dès sa parution, se vend fort mal et ne trouve que quelques rares appuis. Bien que l'éditeur utilise comme publicité un extrait de la National History Review, soulignant l'excellence du style et l'importance du sujet, les plus indulgents parmi les critiques qualifient cet opus d'œuvre philosophique mais non scientifique, tandis que la majorité d'entre eux n'y voit que spéculations loufoques indignes de l'attention du lecteur— qu'il soit porté vers les sciences ou non —, « bien pire que l'auteur de Vestiges of the Creation [Vestiges de la création], publié anonymement en Angleterre en 1844, et que l'école de Lamarck »,.
Charles Kingsley, ami de Philip Gosse et auteur de The Water-Babies, A Fairy Tale for a Land Baby, refuse de faire un compte rendu du livre et s'en explique à son auteur : cautionner une théorie comme quoi Dieu aurait contrefait sa création avec de prétendus fossiles et surtout laissé la marque du nombril d'Adam sur des rochers reviendrait à dire que Dieu est un menteur. Kingsley ajoute : « Je ne puis me résoudre à croire que Dieu a gravé une telle supercherie, aussi énorme qu'inutile, pour le seul bénéfice de l'humanité. »,
Pendant longtemps, hormis la discussion relative aux faits, discussion insérée par Gosse dans l'autobiographie qu'il a consacrée à son père, les seules références à l'ouvrage controversé ont été à trouver dans Père et Fils.

#### Texte
- (en) Edmund Gosse, Father and Son, Londres, Houghton Mifflin, 1965, 227 p., 6 × 0.4 × 9 inches
- (en) Edmund Gosse (Peter Abbs, introduction et notes), Father and Son, Harmondsworth, Penguin Modern Classics, 1989, 270 p. (ISBN 978-0-14-018276-7).
- (en) Edmund Gosse, Father and Son, A Study in two Temperaments, Oxford, Oxford Classics, 2003 (ISBN 978-1-61382-467-2).

#### Traductions en français
- (en) Edmund Gosse (Pierre Leyris) (trad. Auguste Monod et Henry-D. Davray), Père et Fils. Étude de deux tempéraments, Paris, Mercure de France, coll. « Domaine anglais », 1973 (1re éd. 1912), 372 p.

#### Ouvrages concernant Philip Henry Gosse
- (en) Granville Penn, A Comparative Estimate of the Mineral and Mosaical Geologies [« Appréciation comparative des géologies minérales et issues de la mosaïcité »], vol. I, James Duncan, London, 1825, 2e éd., 74–78 p. (lire en ligne)
- (en) Philip Henry Gosse, A Memorial of the Last Days on Earth of Emily Gosse. By her husband [« Mémorial des derniers jours de Emily Gosse »], Londres, J. Nisbet & Co., 1857.
- (en) Edmund Gosse, The Life of Philip Henry Gosse, FRS [« La vie de P. H. Gosse par son fils »], Londres, Kegan Paul, Trench, Trubner & co., 1890.
- (en) Edmund Gosse, The Agony Of The Victorian Age [« L’Agonie de l’époque victorienne »], Londres, 1918, 10 p. (lire en ligne), p. 1
- (en) Martin Gardner, Fads and Fallacies in the Name of Science [« Tics et Billevesées au nom de la science »], 1957 (1re éd. 1932) (lire en ligne), « 11 »
- (en) Stephen Jay Gould, The Flamingo's Smile [« Le Sourire du flamand-rose »], Penguin Books, 1987.
- (en) Jorge Luis Borges (trad. Ruth L. C. Simms), Other Inquisitions, 1937–1952, University of Texas Press, 1954, 95 p. (ISBN 0-292-71549-8, lire en ligne), « The Creation and P. H. Gosse », p. 22–25

#### Autres ouvrages
- (en) William Hale White, The Autobiography of Mark Rutherford : Dissenting Minister, Londres, Londres, Trubner et Co., 1881.
- (en) William Hale White, Mark Rutherford's Deliverance, Londres, Trubner et Co., 1885.

#### Ouvrages généraux
- (en) Harold Nicholson, The Development of English Biography, Londres, Hogarth Press, 1927.
- (fr + en) Edmund Gosse (L. F. Brugmans, éditeur scientifique) et André Gide, The Correspondence of André Gide and Edmund Gosse, New York, University Press, 1959.
- Charles-Augustin Sainte-Beuve (trad. Francis Steegmuller et Norbert Gutterman), Selected Essays [« Essais choisis »], Londres, Mehtuen & Co., 1965, xv, 320, 5 cm.13x21, p. 383.
- (en) David S. Grylls, Guardians and Angels : Parents and Children in Nineteenth-century Literature (Parents et enfants dans la littérature du XIXe siècle) [« Gardiens et anges »], Londres, Faber and Faber, 1978, 211 p. (ISBN 978-0-571-10919-7).
- (en) Robert H. Baylis, My people : the story of those Christians sometimes called Plymouth Brethren, Wheaton, Harold Shaw Publishers, 1995, 336 p. (ISBN 978-0877885771)
- (en) F. Roy Coad, A History of the Brethren Movement : its Origins, its Worldwide Development and its Significance for the Present Day, Vancouver, Regent College Publishing, 2001, 327 p. (ISBN 1-57383-183-2), 1re édition, Paternoster Press, 1968.
- (en) Robert Ferrieux, La Littérature autobiographique en Grande-Bretagne et en Irlande, Paris, Ellipses, 2001, 387 p. (ISBN 2-7298-0021-2)
- (en) Lawrence Pearsall Jacks, From Authority to Freedom : The Spiritual Pilgrimage of Charles Hargrove, Scholar's Choice Edition, 2015, 408 p. (ISBN 978-1-297-37311-4 et 1-297-37311-1).
- Gérard Legrand et Bruno Villien, Logos : Grand dictionnaire de la langue française, vol. 3, Paris, Bordas, 1976 (ISBN 978-2-04-007066-3), p. 2203

#### Ouvrages spécifiques
- (en) Evan Charteris, The Life and Letters of Sir Edmund Gosse [« Vie et Correspondance »], Londres, William Heinemann, 1931, 526 p. (lire en ligne).
- (en) Paul F. Mattheisen et Michael Millgate, Transatlantic Dialogue : Selected American Correspondance of Edmund Gosse, Austin, University of Texas Press, 2012 (1re éd. 1965), 362 p., 15.2 × 2.1 × 22.9 cm (ISBN 978-0-292-74137-9).
- (en) Virginia Woolf, Collected Essays, Londres, Chatto & Windus, 1967, « Edmund Gosse », p. 81-87.
- Robert Ferrieux, Father and Son, Pointe-à-Pitre, Université des Antilles-Guyane, 1976, 89 p.
- (en) Ann Thwaite, Edmund Gosse : a literary landscape, 1849-1928, Oxford et New York, Oxford University Press, coll. « Oxford Paperbacks », 1985, 570 p. (ISBN 0-19-281898-8).
- (en) Ann Thwaite, Glimpses of the Wonderful : The Life of Philip Henry Gosse, 1810-1888, Londres, Faber and Faber, 2002, 416 p. (ISBN 0-571-19328-5)

(à suivre)

### Citations du texte original
1. ↑  « a monument to the memory of the remarkable man that was my Father ».
2. ↑  « I shall walk with Him in white. Won't you take our lamb and walk with me? »
3. ↑  « leaving no gaps for nature to fill ».
4. ↑  « a deep mellow maturity moulding his soul »
5. ↑  « à compléter »,[33].
6. ↑  « for the son, as respectufully as he could, without parade or remonstrance, he took a human being's privilege to fashion his inner life for himself ».
7. ↑  « his sole master ».
8. ↑  « Oh! Papa, Papa, I have eaten of flesh offered to idols! »
9. ↑  « I bow my knees unto the Father of our Lord Jesus Christ that He would grant you, according to the riches of his glory, to be strengthened with might by His Spirit in the inner man; that Christ may dwell in your heart by faith; that you, being rooted and grounded in love, may be able to comprehend with all the Saints what is the breath, and length, and depth, and height, and how to know the love of Christ which passeth knowledge, that you may be filled with the fulness of God »[61],[62],[63]
10. ↑  « As I look back upon this far-away time, I am surprised at the absence in it of any figures but our own. He and I together, now in the study among the sea-anemones and star-fishes; now on the canal bridge, looking down at the ducks; now at our hard little meals […] no third presence is ever with us ».

### Citations originales des commentateurs
1. ↑  « would make a great story ».
2. ↑  « Not as a biography, I said. Tell it in the first person. – You are right, he said, that gets over the difficulty that lingered in my mind ».
3. ↑  « in this country the majority have always enjoyed seeing noses knocked off statues ».
4. ↑  « how far in the interests of popular edification and amusement it is legitimate to expose the weaknesses and inconsistencies of a good man who is also one's father ».
5. ↑  « It occupies a recognised and it is reasonable to believe a permanent place in literature as a classic of the twentieth century ».
6. ↑  « Gosse has written one excellent book: Father and Son ».
7. ↑  « The author has been able to combine the maximum of scientific interest with the maximum of literary form ».
8. ↑  « Those who take the view that Father and Son disregards reticence and respect will see […] what forbearance Gosse exercised and how much he has toned down in that book. […] Few have kept the fifth commandment so closely ».
9. ↑  « the consciousness of self, as a force and as a companion ».
10. ↑  « in the paradigm of inducive sciences ».
11. ↑  « Your mind is honest, but your memory a knave ».
12. ↑  « The neutrality and remoteness which Gosse establishes in the Preface […] ensures a fidelity to outer detail, to encompassing context, to the actual chronological sequence of events ».
13. ↑  « Autobiographies are essentially works of fiction, whatever biographies may be. It is the biographer's task to try to get at the truth ».
14. ↑  « I cannot believe that God has written on the rocks such an enormous and superfluous lie, for the benefit of mankind ».